# Teglio Veneto
Teglio Veneto é uma comuna italiana da região do Vêneto, província de Veneza, com cerca de 1.979 habitantes. Estende-se por uma área de 11 km², tendo uma densidade populacional de 180 hab/km². Faz fronteira com Cordovado (PN), Fossalta di Portogruaro, Gruaro, Morsano al Tagliamento (PN), Portogruaro.

## Demografia
| Variação demográfica do município entre 1861 e 2011                               |
|                                                                                   |
| Fonte: Istituto Nazionale di Statistica (ISTAT) - Elaboração gráfica da Wikipedia |